# World car

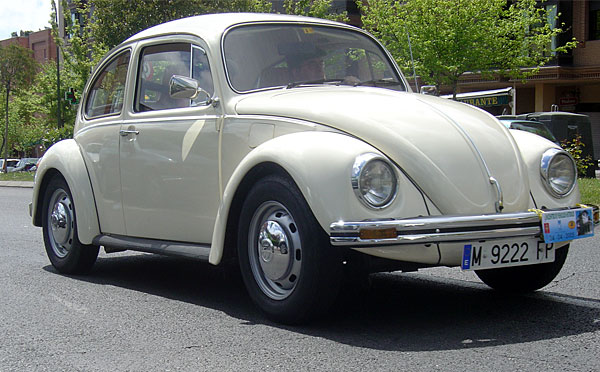
Il Volkswagen Maggiolino, tra i più noti esempi di world car

Per world car s'intende un particolare modello di una casa automobilistica che è stato prodotto in svariati Paesi nel mondo, in maniera tale da favorirne una notevole diffusione.
Esempi di world cars sono il Volkswagen Maggiolino, la Renault 4, la Renault 12, la Peugeot 504 e la Fiat 124, prodotte in diversi milioni di esemplari e per diversi decenni.
Se, in taluni casi, la decisione di produrre in varie nazioni avveniva in tempi successivi alla presentazione, con magari lo spostamento di intere catene di montaggio dismesse in altri paesi, in tempi più recenti il progetto di "world car" parte già in sede di progetto.
Vari modelli studiati in questa ottica sono stati presentati ad esempio dalla FIAT con il "progetto 178" di cui fanno parte la Palio e le sue sorelle, fino alla più recente Fiat Linea.
Di solito i Paesi in cui queste auto venivano prodotte in via straordinaria erano Paesi in via di sviluppo e il fatto di produrre tali auto anche in tempi recenti, nonostante l'anzianità di progetto, favoriva l'abbattimento dei costi di produzione, per cui tali vetture venivano vendute a bassi prezzi di listino, per favorire la motorizzazione di quei Paesi con meno risorse. Ma molte di queste vetture furono prodotte anche in Paesi già molto sviluppati. Per esempio, il Maggiolino e la R12 furono prodotti anche negli Stati Uniti.